# Estadio Hernando Siles
El Estadio Hernando Siles Reyes es un estadio multiusos de Bolivia, ubicado en el macro distrito centro del barrio de Miraflores de la ciudad de La Paz. El estadio es el de mayor capacidad del país, con un aforo de 41.143 espectadores sentados, después de su remodelación en el año 2007 donde se pusieron butacas en todo el estadio. El estadio lleva ese nombre en honor de Hernando Siles Reyes, 31.º presidente de Bolivia (1926 - 1930).
El estadio está localizado en el barrio de Miraflores, a una altitud de 3598 metros sobre el nivel del mar, haciéndolo uno de los estadios profesionales más altos del mundo. El primer estadio fue abierto en 1930 con un partido entre The Strongest y su clásico rival de aquel entonces, Universitario, ganando The Strongest por 4:1. 
Es el mayor estadio de Bolivia, hay que recalcar que en un mismo lugar hubo dos estadios el primero concebido en el año 1930 diseñado por el arquitecto nacido en la ciudad de La Paz. Emilio Villanueva y cerrado y demolido por el gobierno de turno del presidente Hugo Banzer Suárez en 1975, para construir el actual estadio Hernando Siles Reyes que sería inaugurado en 1977 en los Juegos Bolivarianos organizados por el mismo país, siendo diseñado por el estudio de arquitectos SEPRA y ejecutado por el estudio de ingenieros ICA. 
En el actual estadio hacen de local los máximos representantes del fútbol boliviano, Bolívar y The Strongest.

## Historia

### Primer estadio
Entre 1899 y 1929, el fútbol se fue popularizando cada vez más en la ciudad de La Paz. Este deporte, que primero se practicaba en las plazas y parques de la ciudad, pronto tuvo su primer recinto especializado en el Campo de la Avenida Arce que contaba con una tribuna con capacidad para 2.000 espectadores, pero que siempre rebasaba esa cantidad.
Cuando en 1918, los propietarios del Campo de la Avenida Arce decidieron no seguir alquilándolo a la Asociación Paceña de Fútbol, que lo usaba como Stadium principal desde 1914, los principales dirigentes deportivos de La Paz comenzaron las gestiones para la construcción de un recinto propio, acondicionando para ello el antiguo Hipódromo Nacional.

El estadio lleva su actual nombre en homenaje al Presidente de Bolivia Hernando Siles Reyes (1882-1942) quien gobernó el país de manera constitucional desde 1926 hasta 1930 cuando durante su gobierno se construyó e inauguró el principal estadio de Bolivia.

Sin embargo, el nuevo sitio no cumplía muchos de los requisitos para la práctica normal del fútbol, aunque se siguió usando varios años más.
Un primer paso para la construcción de un verdadero Estadio, lo dieron los socios del Club Atlantes de La Paz, que solicitaron en 1922 la concesión de un terreno de parte del gobierno para la construcción de uno, aunque al final, un serio distanciamiento entre ambas partes significó un nuevo estancamiento del proyecto.
No fue hasta la creación de la Federación Boliviana de Fútbol en 1925 y la primera participación de la Selección de Bolivia en el Campeonato Sudamericano de Chile 1926, que no se dio un verdadero impulso a la construcción de un recinto exclusivamente destinado a la práctica del fútbol.
En 1926, la Federación Boliviana de Fútbol se compromete a organizar una de las versiones del Campeonato Sudamericano, pero no contaba con un estadio y es por tanto que se organiza el Comité Pro-Estadio encabezado por Julio Téllez Reyes, Emilio Villanueva, José Luis Tejada Sorzano y varias autoridades de la ciudad. Este comité observa unos terrenos de 40.000 m² situados en el actual barrio de Miraflores y solicitan al Gobierno de la República, presidido por entonces por el Dr. Hernando Siles su concesión.
En 1927, el presidente de la República ordena la expropiación de los terrenos solicitados, y el 17 de junio de 1928 se consolida la adquisición de los terrenos a los ofertantes, don Carlos Zalles y Rafael Aramayo, por un precio de Bs. 6 por metro cuadrado. Ese mismo día se organiza un solemne acto en el que se agradece al presidente Hernando Siles su apoyo.
El arquitecto encargado de la obra fue el brillante Emilio Villanueva que había estudiado y viajado por Europa y poseía gran cantidad de planos de emblemáticos estadios europeos y sudamericanos en los que se basó para construir el que sería el principal recinto deportivo de Bolivia.
En 1928 comienzan los trabajos de limpieza del lugar en la que participan varios indígenas que cumplían penas de cárcel, y a los que se sumaron los mismos vecinos de Miraflores.
En 1929 se contratan los servicios de la empresa constructora Ivica Krsul, que se encarga del movimiento de tierras, y mediante Ley del 28 de febrero de 1929 la Cámara de Senadores de la República, aprueba la asignación de 700.000 bs. para la culminación del estadio, que tardó todavía un año más. Posteriormente la empresa Christiani y Nielsen se haría cargo de la parte final de la obra.
El 16 de enero de 1930, se inaugura oficialmente el Estadio Presidente Hernando Siles, nombrado así en honor al personaje principal de este proyecto, el Dr. Hernando Siles Reyes.
El Estadio fue construido completamente de hormigón armado, y tenía una capacidad para 25.000 espectadores. Aparte de la cancha de fútbol reglamentaria (que hasta 1940 fue de tierra), el recinto poseía una cancha de baloncesto detrás de una de las porterías, pista de atletismo, piscina olímpica en el interior del edificio principal, y todas las comodidades propias de un estadio como vestuarios, duchas y baños
Entre sus características más importantes que convertiría por su inserción urbana en la puerta de ingreso al barrio de Miraflores.
El estadio tenía tres cuerpos: el central destinado a las tribunas de honor, el palco presidencial además de butacas cubiertas, y los laterales, con una piscina y canchas también bajo techo. Evidentemente la parte más interesante era el cuerpo central y el frontis, teniendo una fuerza expresiva de sus orígenes y su carácter intenso, era un proyecto Art Deco francés pero la nitidez gráfica es andina denominada Neo-tiahuanacota motivos que imitaban a algunos de los monumentos precolombinos.
Los festejos incluyeron el siguiente programa:
- Himno Nacional ejecutado por la Banda del Ejército.
- Bendición a cargo del Obispo de La Paz.
- Discurso inaugural a cargo del señor Ministro de Educación y acto de entrega por parte del Presidente del Comité Pro Estadio.
- Desfile de autoridades y clubes deportivos.
- Carrera de atletismo.
- Partido de baloncesto.
- Partido de fútbol.

La carrera de atletismo fue organizada por la Federación Boliviana de Atletismo, que hasta el día de hoy sigue usando el Estadio Hernando Siles para sus principales competiciones.
El partido de baloncesto fue un encuentro de exhibición que protagonizaron los equipos del Club The Strongest y Nimbles Sport Association, que ganó este último por un puntaje de 8:4.
El plato fuerte de la jornada fue el encuentro de fútbol entre The Strongest y Universitario de La Paz que ganó el primero por 4 goles a 1.
El primer gol de la historia del estadio lo marcó el jugador stronguista Eduardo Reyes Ortiz de tiro libre a los 7 minutos desde 25 metros de distancia.
| POR | José Bascón         |  |
| DEF | Ramón González      |  |
| DEF | Miguel Maldonado    |  |
| MED | Emilio Estrada      |  |
| MED | Guillermo Urquizo   |  |
| MED | Eduardo Reyes Ortiz |  |
| DEL | Rafael Salvatierra  |  |
| DEL | José Bullaín        |  |
| DEL | Humberto Barreda    |  |
| DEL | Froilán Pinilla     |  |
| DEL | José Toro           |  |
| DT  | Ulises Saucedo      |  |

| POR | Ruiz                 | Salió |
| DEF | Fernando Velasco     |       |
| DEF | Quintanilla          |       |
| MED | Emilio Beltrán       |       |
| MED | Sáenz                |       |
| MED | Montero              |       |
| DEL | Gualberto Saravia    |       |
| DEL | Mario Alborta        |       |
| DEL | Luis Reyes Peñaranda |       |
| DEL | Aguilar              |       |
| DEL | Fuentes              |       |
| DT  | Bandera de Bolivia   |       |

| Anotado | 7'  | Eduardo Reyes Ortiz |
| Anotado | PT' |                     |
| Anotado | 20' |                     |
| Anotado | 75' |                     |

| Anotado | ST' | Mario Alborta |

| POR | José Bascón         |  |
| DEF | Ramón González      |  |
| DEF | Miguel Maldonado    |  |
| MED | Emilio Estrada      |  |
| MED | Guillermo Urquizo   |  |
| MED | Eduardo Reyes Ortiz |  |
| DEL | Rafael Salvatierra  |  |
| DEL | José Bullaín        |  |
| DEL | Humberto Barreda    |  |
| DEL | Froilán Pinilla     |  |
| DEL | José Toro           |  |
| DT  | Ulises Saucedo      |  |

| POR | Ruiz                 | Salió |
| DEF | Fernando Velasco     |       |
| DEF | Quintanilla          |       |
| MED | Emilio Beltrán       |       |
| MED | Sáenz                |       |
| MED | Montero              |       |
| DEL | Gualberto Saravia    |       |
| DEL | Mario Alborta        |       |
| DEL | Luis Reyes Peñaranda |       |
| DEL | Aguilar              |       |
| DEL | Fuentes              |       |
| DT  | Bandera de Bolivia   |       |

| Anotado | 7'  | Eduardo Reyes Ortiz |
| Anotado | PT' |                     |
| Anotado | 20' |                     |
| Anotado | 75' |                     |

| Anotado | ST' | Mario Alborta |

#### Partidos históricos
El primer partido entre The Strongest y el Club Bolívar en este estadio se produciría este mismo año también por el Torneo de Primera División de la AFLP que ganó el primero invicto y con la valla invicta. El resultado fue de 4 a 0 a favor de The Strongest el 27 de julio de 1930.
La Selección de fútbol de Bolivia debería esperar 20 años para jugar su primer partido oficial en este recinto. Fue el 26 de febrero de 1950 cuando enfrentó y venció a la Selección de Chile por 2 a 0 con goles del bolivarista Mario Mena y el stronguista Leonardo Ferrel a los 7 y 64 minutos respectivamente.
El 30 de abril de 1960 por la primera edición de la Copa Campeones de América 1960, (actual Copa Libertadores) se jugó el primer partido oficial de clubes enfrentando al Club Jorge Wilstermann contra Peñarol, marcando el primer gol boliviano por esta competencia Ausberto García.
El 11 de febrero de 1962 el equipo paceño Club Deportivo Municipal de La Paz jugó contra el Club Cerro Porteño del Paraguay por la primera fecha de la Copa de Campeones de América 1962 con victoria local por 2:1. Marcándose el primer gol por intermedio del mediocampista boliviano Luis Aguilera a los 4 minutos del partido.
En 1963 el recinto acoge 11 partidos del Campeonato Sudamericano 1963 que organizó la Federación Boliviana de Fútbol por primera vez y que ganó Bolivia.
En 1964 la Asociación de Fútbol de La Paz organiza el torneo de clubes más importante de la historia del fútbol boliviano con la participación de 5 equipos: The Strongest de Bolivia, Botafogo del Brasil, Boca Juniors de la Argentina, Racing de Uruguay y Banik Ostrava de Checoslovaquia.
El 29 de agosto de 1965 una Selección extranjera derrota por primera vez a la de Bolivia en este Estadio. Fue la Selección Argentina que venció por 2 a 1.
El 26 de abril de 1970 se juega la final de vuelta de la Copa Ganadores de Copa 1970 entre el Club Mariscal Santa Cruz y El Nacional de Ecuador, ganando el equipo boliviano el único título internacional a nivel de clubes del país.
El 2 de enero de 1975 se comenzó la demolición del antiguo edificio con motivo de su ampliación para albergar los Juegos Boliviarianos 1977.

### Nuevo Estadio

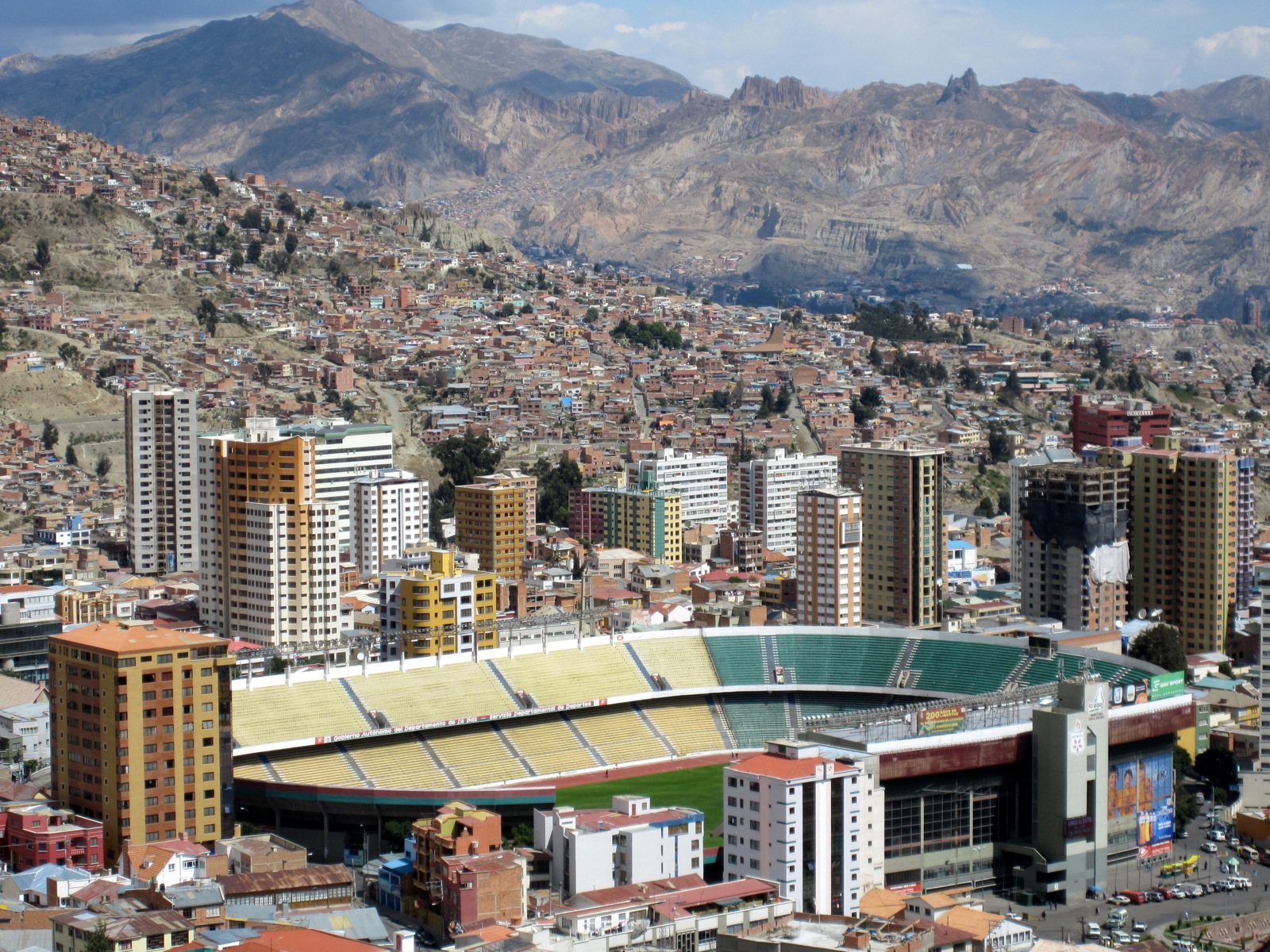
Vista del estadio desde el Barrio Miraflores.

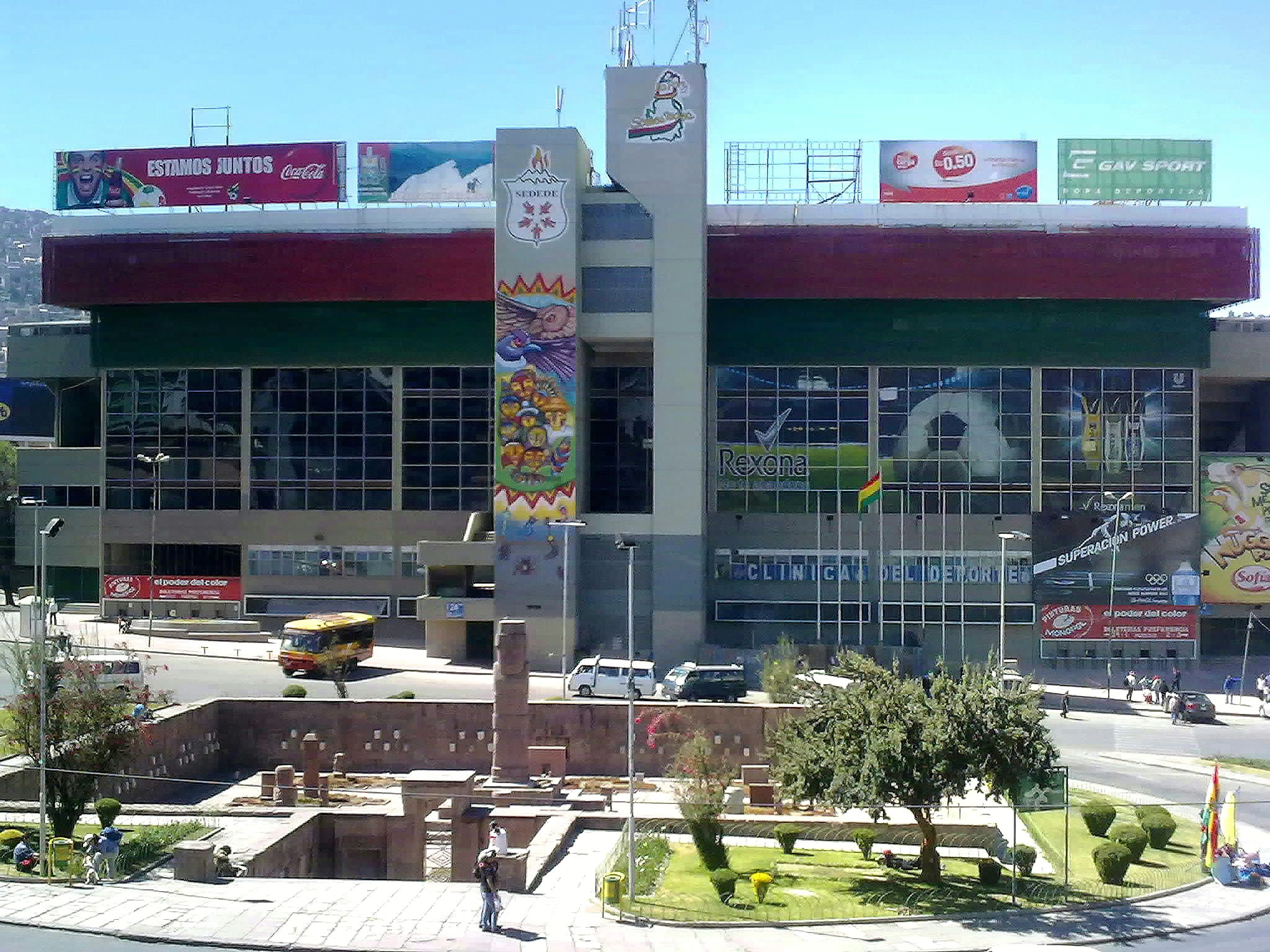
Foto del año 2012 de la entrada del principal estadio de Bolivia.

El actual Estadio Hernando Siles es conocido también como el Estadio Olímpico La Paz, desde su construcción que tuvo lugar el año 1977 durante el primer gobierno del general Hugo Banzer Suárez en ocasión de los Juegos Bolivarianos que la ciudad de La Paz organizó. Posteriormente, en 1978, fue escenario central de los primeros Juegos Suramericanos organizados por la Organización Deportiva Suramericana.
El actual estadio fue concebido de cero, con destrucción del antiguo estadio; pretendiendo modernizar infraestructuras públicas, además de mejorar la imagen urbana del sitio, haciendo hincapié los esfuerzos de modernización de la ciudad de La Paz y su buena planificación para un crecimiento vanguardista.
Actualmente, el estadio atraviesa un abandono y deterioro de su estructura e instalaciones, uno de los errores más grandes que se hizo, que está dañando gravemente a la estructura, es el haber perforado las graderías para la mala instalación de butacas, actualmente muy deterioradas, esto lleva a que ante la exposición de las inclemencias del clima constantes, los fierros del hormigón armado estén en corrosión interna y esto lleve a que pierda su resistencia y la capacidad de espectadores por metro cuadrado, por otra parte los ambientes externos de la planta baja donde se encuentran ubicadas otras disciplinas olímpicas están en completo abandono y con muchas limitaciones y precariedad ya que los espacios no son acorde a las necesidades deportivas, si bien hubo mantenimientos superficiales estos no son suficientes para lograr al 100% de su adecuación correcta para su uso seguro.
El Hernando Siles cuenta desde el año 2008 con un nuevo tablero electrónico de 12 metros de largo por 7 metros de alto.
Hubo intenciones de demoler por segunda vez el estadio, propuesto en esta ocasión por el gobierno de Evo Morales Ayma, gobernación y dirigentes deportivos, ya que se comentaba que era obsoleto y la demanda ha incrementado en las últimas décadas, pero solo quedó en ideas.
Por ahora no hubo una propuesta seria para una remodelación total del estadio, ni la solución al cuidado de la afectación estructural. Al contrario solo se retoca superficialmente para una imagen internacional.
Se espera que en algún momento llegue una remodelación, tomando ejemplos de países que mantienen sus estadios como un icono y símbolo del lugar.

#### Partidos históricos
El partido oficial a nivel internacional que se jugó por primera vez en el estadio fue el encuentro de vuelta por la repesca Europa/Sudamérica por una plaza para la copa del mundo Argentina 78, disputado entre Bolivia y Hungría. En el encuentro, la selección europea obtuvo un triunfo por 3 a 2 clasificándose de esta manera al mundial, ya que en el partido de ida disputado en Budapest había derrotado a la selección boliviana por 6:0.
El estadio fue el lugar de los mayores logros en la historia del fútbol boliviano incluyendo el subcampeonato de Bolivia en la Copa América de 1997 y la victoria sobre Brasil en las clasificatorias de 1993, que fue la primera derrota de Brasil en una clasificatoria para una copa del mundo, también en él se jugó la primera copa internacional en la que un club boliviano alcanzó la final.
La Copa Sudamericana 2004, también la final de ida del mismo torneo en la que Bolívar venció a Boca Juniors 1:0 y el histórico triunfo de la selección nacional por 6:1 ante Argentina por las Clasificatorias Sudamericanas a Sudáfrica 2010, dejando a la selección argentina, con una de las peores derrotas obtenidas en su historia.

#### Prohibición de partidos en altura
En el 57.º Congreso de la FIFA, realizado a finales de mayo de 2007, se prohibió disputar partidos internacionales a más de 2.500 metros de altitud sobre el nivel del mar. Algunos, incluyendo al presidente Evo Morales, reaccionaron protestando contra la nueva medida, que afectaba principalmente a las naciones de altitudes considerablemente elevadas en Latinoamérica, específicamente en la región de los Andes.
El «Hernando Siles» se volvió un símbolo de la lucha boliviana contra el veto de la FIFA contra los juegos en la altitud. Después de un mes, FIFA levantó el límite de 2.500 a 3.000 metros el 27 de junio de 2007. Al día siguiente, FIFA también anunció una excepción especial para el Hernando Siles, permitiendo al estadio continuar siendo sede a pesar de su elevada ubicación. Bajo la condición de que construyan para las clasificatorias al mundial 2014, un estadio a menos de 3.000 metros.

#### Refacción de graderías e incorporación de butacas 2008
Entre 2007 y 2008 el Hernando Siles fue refaccionado superficialmente para recibir a las selecciones de Sudamérica en las clasificatorias al mundial 2010. Se inició el instalado de las butacas para todo el estadio. El Banco Bisa de Bolivia compró un marcador electrónico a colores para el estadio junto a la prefectura y fue instalado para las fechas 4 y 5 de la clasificatoria.

#### Refacción pista atlética de 2018
En 2018 se hizo la refacción de la pista atlética luego de cuatro años con un costo de 5 millones bolivianos.

## Proyecto de ampliación
El 7 de diciembre de 2017, el empresario Marcelo Claure presentó al gobierno central un proyecto de remodelación y ampliación del aforo para 50.600 espectadores, con el nombre de «Nido de cóndores». La propuesta se dio en forma paralela al cambio de la pista atlética, realizada por la Gobernación de La Paz, por lo que el 10 de abril del 2018, el ministro de Deportes, Tito Montaño, informó que el Gobierno nacional descartó el proyecto ante la «falta de interés de la gobernación paceña».

## Eventos
Desde su inicio ha sido usado como escenario de actos oficiales de gobierno.
Desde 1988 se usó para conciertos y festivales, de los cuales artistas y bandas como RBD, Guns N' Roses, Jamiroquai, Molotov, Megadeth, Scorpions, Bon Jovi, Twisted Sister, Wisin y Yandel, etc.